# Branko Mirković
Branko Mirković (in serbo Бранко Мирковић?; Belgrado, 5 ottobre 1982) è un ex cestista e dirigente sportivo serbo naturalizzato bulgaro.

## Palmarès

### Squadra
- Campionato bulgaro: 1

Akademik Sofia: 2009-10
- Campionati bielorussi: 3

Cmoki Minsk: 2013-14, 2014-15, 2015-16
- Campionato estone: 3

Kalev/Cramo: 2016-17, 2017-18, 2018-19
- Coppa di Bielorussia: 3

Cmoki Minsk: 2014, 2015, 2016
- Lega Balcanica: 1

Rilski Sportist: 2008-09

### Individuale
- KML MVP finali: 1

Kalev/Cramo: 2018-19